# Ботеро, Фернандо
Фернандо Боте́ро Ангу́ло (исп. Fernando Botero Angulo; 19 апреля 1932, Медельин — 15 сентября 2023) — колумбийский художник, скульптор, работавший в технике фигуративизма. Для его отличительного стиля, иногда определяемого как «ботеризм», характерно изображение людей и фигур в большом, преувеличенном объёме, который может представлять собой политическую сатиру или юмор, в зависимости от произведения. Ботеро обладал репутацией одного из самых признанных и цитируемых современных художников из Латинской Америки. Его произведения можно обнаружить в популярнейших местах по всему миру, таких, например, как Парк-авеню в Нью-Йорке или Елисейские поля в Париже.
Ботеро называл себя «самым колумбийским из колумбийских художников». Он рано получил национальную известность, в 1958 году получив свою первую премию на Салоне колумбийских художников. Он начал работать со скульптурой после переезда в Париж в 1973 году и добился международного признания посредством выставок по всему миру к 1990-м годам. Его произведения искусства находятся во владении множества крупных международных музеев, корпораций и частных коллекционеров. В 2012 году Ботеро был удостоен пожизненной премии Международного центра скульптуры за достижения в области современной скульптуры.

## Биография

### Ранняя биография

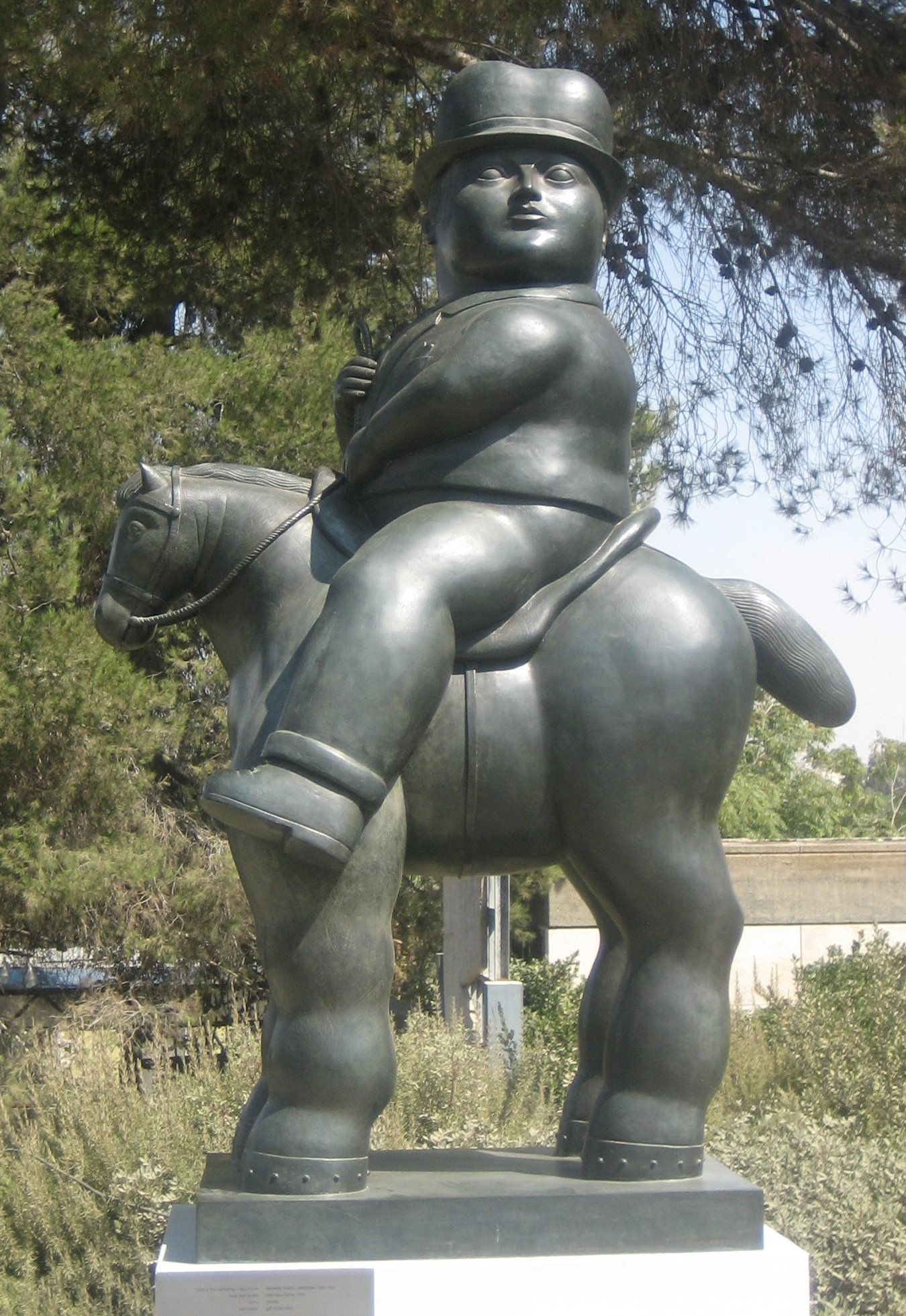
«Человек на коне», бронза, 1992, Музей Израиля, Иерусалим

Фернандо Ботеро, родившийся 19 апреля 1932 года в Медельине, был вторым из трёх сыновей Давида Ботеро (1895—1936) и Флоры Ангуло (1898—1972). Его отец, работавший коммивояжером и путешествовавший верхом, умер от сердечного приступа, когда Фернандо было четыре года. Его мать работала швеёй. Дядя играл важную роль в его жизни. Несмотря на то, что Ботеро был изолирован от искусства, представленного в музеях и других культурных институтах, в детстве на него оказывал влияние барочный стиль колониальных церквей и городского облика Медельина.
Начальное образование Фернандо получил в Антьокии Атенео и, благодаря стипендии, продолжил своё среднее образование в иезуитской школе Боливара.. В 1944 году дядя Ботеро отправил его на два года в школу для матадоров. В 1948 году, когда Ботеро было 16 лет, были впервые опубликованы его иллюстрации в воскресном приложении «El Colombiano», одной из ведущих газет в Медельине. Он использовал свой заработок для оплаты расходов на обучение в средней школе в Лисео-де-Маринилья-де-Антьокии.

### Карьера
Работы Ботеро впервые публично демонстрировались в 1948 году в рамках групповой выставки работ художников его родного региона.

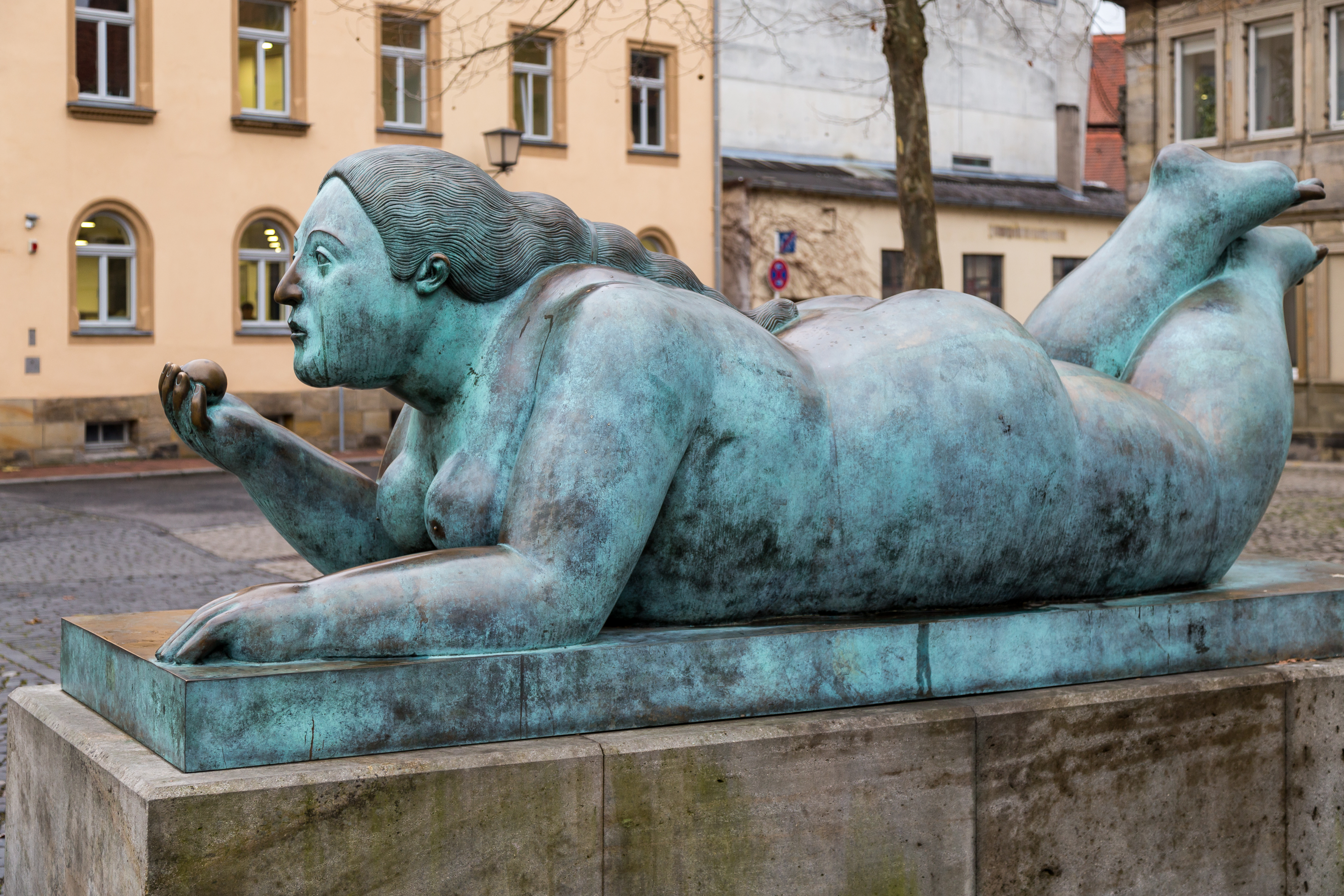
«Женщина с фруктом», Бамберг, Германия

С 1949 по 1950 год Ботеро работал сценографом, а в 1951 году переехал в Боготу. Его первая персональная выставка состоялась в галерее Лео Матиса в Боготе, через несколько месяцев после его приезда. В 1952 году Ботеро отправился с группой художников в Барселону, где он пробыл недолгое время, прежде чем перебрался в Мадрид.

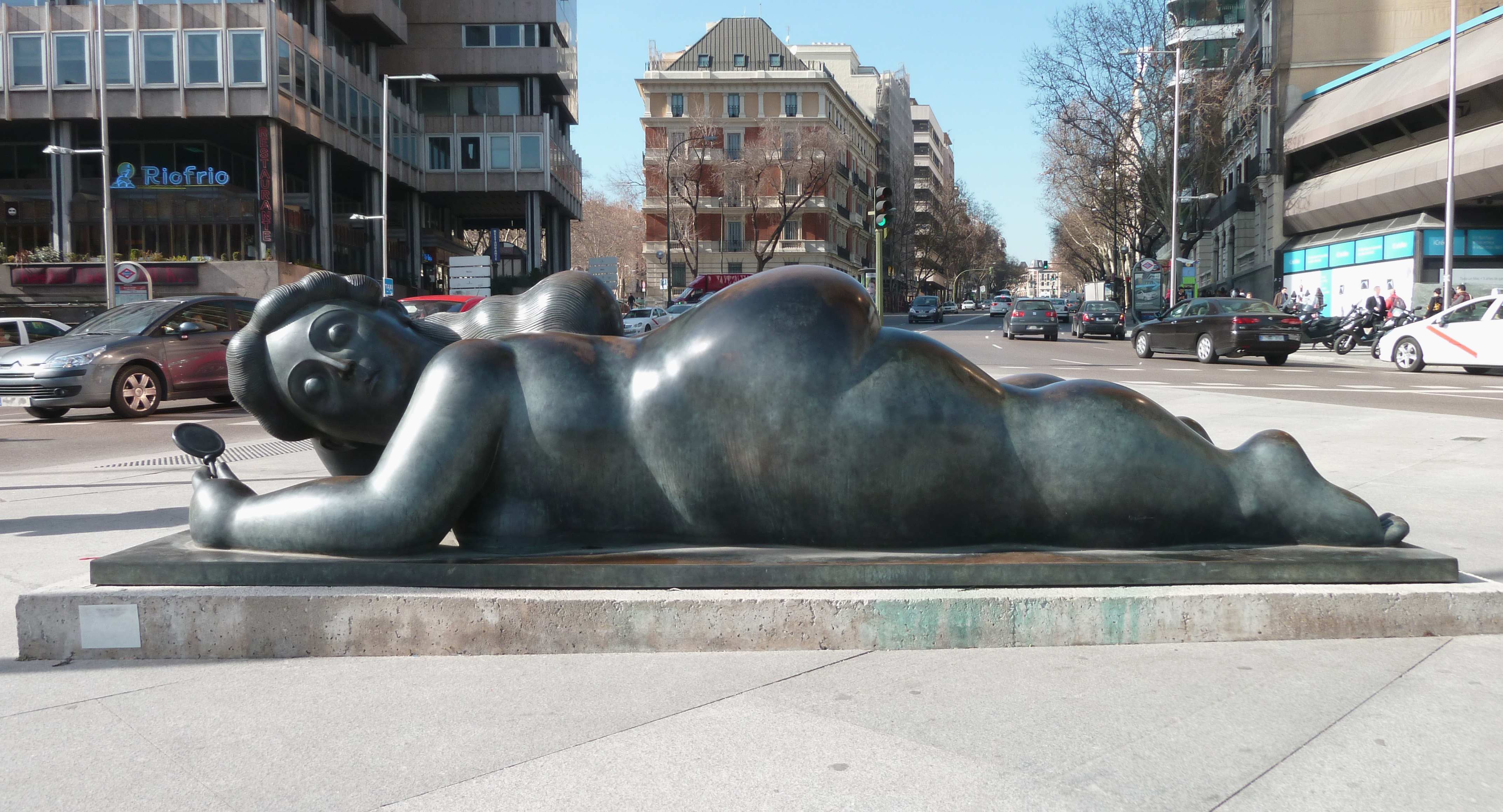
Скульптура «Женщина с зеркалом» (1987), подаренная Ботеро Мадриду в 1994-м году (площадь Колумба).

В Мадриде Ботеро учился в Академии Сан-Фернандо. В 1952 году он отправился в Боготу, где у него была организована персональная выставка в галерее Лео Матиса.
В 1953 году Ботеро переехал в Париж, где большую часть времени проводил в Лувре, изучая хранящиеся там произведения искусства. С 1953 по 1954 год он жил во Флоренции, в Италии, изучая работы мастеров эпохи Возрождения. В 1958 году Ботеро стал лауреатом девятого Салона колумбийских художников (исп. Salón de Artistas Colombianos). В последние десятилетия он большую часть времени проживал в Париже, но один месяц в году проводил в своём родном Медельине. Прошло более 50 выставок работ Ботеро в крупных городах мира, и его произведения искусства оцениваются в миллионы долларов.

## Стиль
Хотя работы Ботеро включают в себя натюрморты и пейзажи, всё же большинство из них относится к ситуативной портретной живописи. Его картины и скульптуры изображают пропорционально преувеличенные или «жирные», как он однажды их назвал, фигуры.
Ботеро объясняет свое использование этих «больших людей», как их часто называют критики, следующим образом:
Художника привлекают определённые виды форм, но он не знает почему. Вы принимаете эту позицию интуитивно, и только потом пытаетесь её рационализировать или даже оправдать.
Хотя Ботеро проводил в Колумбии всего один месяц в году, он считал себя «самым колумбийским художником из ныне живущих» из-за своей изоляции от общемировых тенденций в мире искусства.
С 1963 по 1964 год Ботеро пытался создавать скульптуры. Из-за финансовых трудностей, мешавших ему работать с бронзой, он делал их из акриловой смолы и опилок. Примечательным примером подобных произведений была «Маленькая голова (епископ)», созданная в 1964 году с большим реализмом. Однако материал оказался слишком пористым, и Ботеро решил отказаться от этого метода создания скульптур.
В 2004 году Ботеро выставил серию из 27 рисунков и 23 картин, посвященных насилию в Колумбии со стороны наркокартелей. Он передал эти работы в дар Национальному музею Колумбии, где они были впервые выставлены.
В 2005 году Ботеро привлек значительное общественное внимание к своей серии «Абу-Грейб», которая первоначально была выставлена в Европе. Он основывал свои работы на сообщениях о жестоком обращении американских вооружённых сил с заключёнными в тюрьме Абу-Грейб во время Иракской войны. Начав с идеи, которая его посетила в самолёте, Ботеро создал более 85 картин и 100 рисунков, исследуя эту эту тему. Серия демонстрировалась в двух местах в США в 2007 году, включая Вашингтон, столицу страны. Ботеро сказал, что не продаст ни одной из этих работ, но пожертвует их музеям.
В 2006 году после того, как в течение более чем 14 месяцев он был сосредоточен исключительно над работой над серией «Абу-Грейб», Ботеро вернулся к своим прежним темам, таким как семья и материнство. В своей «Семье» Ботеро представил колумбийскую семью, сюжет которой он часто изображал в 1970-е и 1980-е годы. В своём «Материнстве» Ботеро повторил композицию, которую уже писал в 2003 году, сумев вызвать чувственную бархатистую фактуру, придающую ей особую привлекательность и свидетельствующую о личной причастности художника. Ребёнок на картине 2006 года имеет рану в правой груди, как будто художник хотел отождествить его с Иисусом Христом, придавая ему религиозный смысл, который отсутствовал в картине 2003 года.
В 2008 году Ботеро выставил произведения из своей коллекции «Цирк», включающей 20 работ маслом и акварелью. В интервью 2010 года Ботеро сказал, что готов к работе и над другими темами в своём творчестве: «после всего этого я всегда возвращаюсь к самым простым вещам: натюрмортам».

## Пожертвования

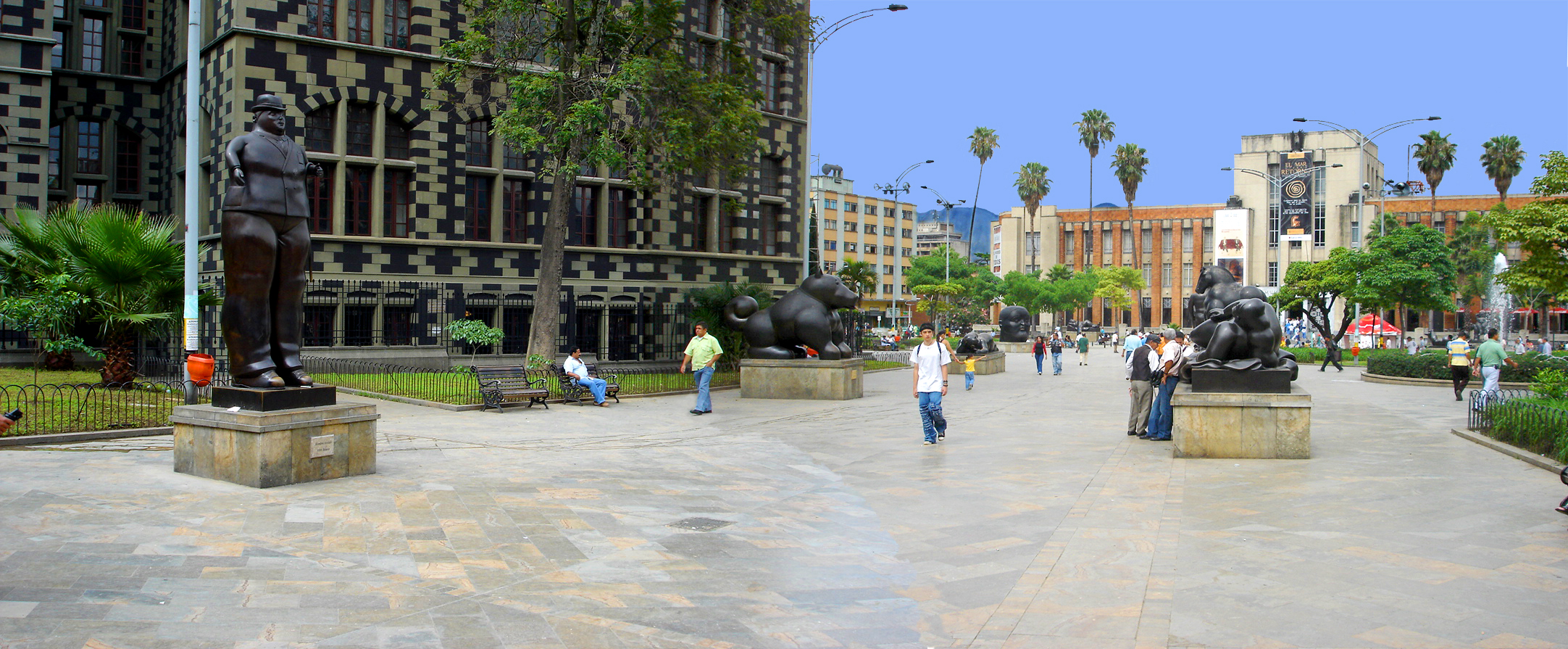
Площадь Ботеро в Медельине, родном городе художника, является популярным местом у туристов.

Ботеро пожертвовал целый ряд произведений искусства музеям Боготы и своего родного города Медельин. В 2000 году Ботеро передал в дар музею Ботеро в Боготе 123 своих работ и 85 произведений из своей личной коллекции, включая творения Шагала, Пикассо, Раушенберга и французских импрессионистов. Он пожертвовал Музею Антьокии 119 экспонатов. Его дар в виде 23 бронзовых скульптур для фасада музея дал название прилежащему пространству площади Ботеро. Ещё четыре его скульптуры можно обнаружить в медельинском парке Беррио и на площади Сан-Антонио неподалёку.

## Личная жизнь
Ботеро был женат на Глории Сеа, бывшей директором Музея современного искусства в Боготе в течение 46 лет (1969—2016). У них появилось на свет трое детей: Фернандо, Лина и Хуан Карлос. Супруги развелись в 1960 году, и каждый из них снова вступил в брак. С 1960 года Ботеро прожил 14 лет в Нью-Йорке, но впоследствии обосновался в Париже. Лина также живёт за пределами Колумбии, а Хуан Карлос в 2000 году переехал в южную Флориду.
В 1964 году Ботеро начал встречаться с Сесилией Самбрано. В 1974 году у них родился сын Педро, погибший в 1979 году в автокатастрофе, в которой также пострадал Ботеро. Ботеро и Самбрано расстались в 1975 году.
Наконец, Ботеро женился на греческой художнице Софии Вари, которая скончалась 5 мая 2023 года. Ботеро жил в Париже и имел дом в Пьетрасанте, в Италии. 80-летие Ботеро было отмечено выставкой его работ в этом городе.
Скончался 15 сентября 2023 года на 92-м году жизни.

## В массовой культуре
Картина Ботеро 1964 года «Папа Лев X (после Рафаэля)» обрела популярность как интернет-мем. Оно обычно отображается с подписью «y tho».